# Condado de Avery
O Condado de Avery é um dos 100 condados do estado americano da Carolina do Norte. A sede do condado é Newland, e sua maior cidade é Newland. O condado possui uma área de 640 km² (dos quais 1 km² estão cobertos por água), uma população de 17 167 habitantes, e uma densidade populacional de 27 hab/km² (segundo o censo nacional de 2000). O condado foi fundado em 1911.